# Telescopi Dobson

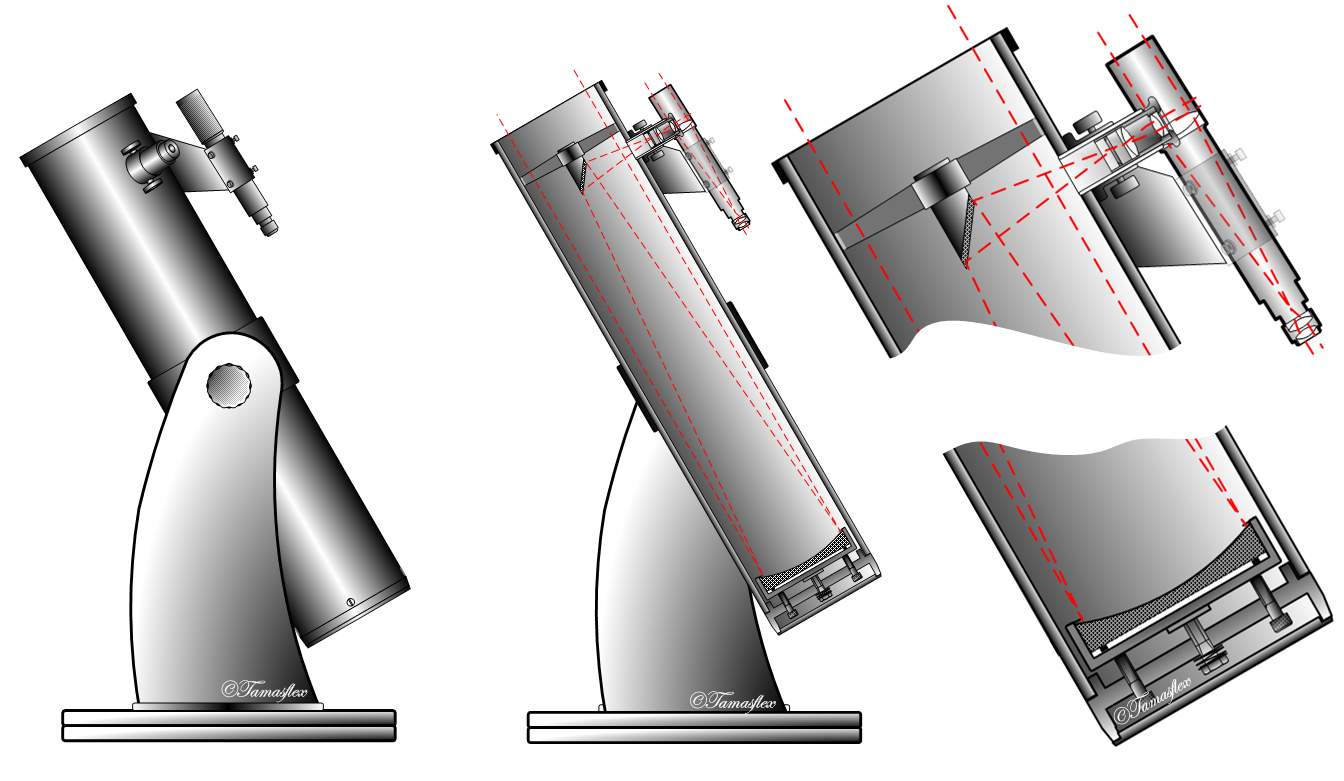
Telescopi Dobson.

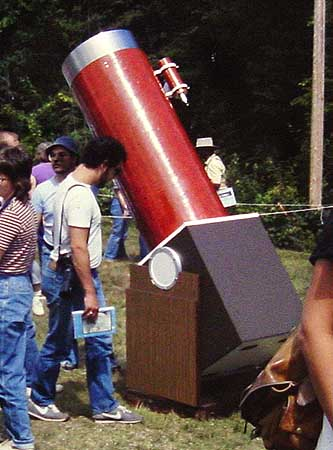
Un Telescopi Dobsonià en el Stellafane de principis de la dècada de 1980.

El telescopi Dobson és un tipus de telescopi dissenyat per a l'aficionat a l'astronomia John Lowry Dobson. El terme fa referència a qualsevol telescopi, de disseny reflector o Newton, que utilitzi una muntura altazimutal senzilla, que sigui altament transportable.
El disseny està pensat per observar objectes tènues, un ús pel qual l'observador necessita un objectiu de gran diàmetre (fet que equival a una gran capacitat d'absorbir llum) combinat amb portabilitat per mobilitzar-se a ubicacions sense contaminació lumínica. Els telescopis Dobson són comunament anomenats "baldis de llum" en referència tant a la seva gran capacitat de recol·lecció de llum com a la seva simplicitat. El disseny d'aquest telescopi sol mancar de les característiques habituals en altres dissenys de telescopis d'aficionats, com per exemple el rastreig mitjançant una muntura equatorial. Els telescopis Dobson són populars en la comunitat de fabricants amateurs de telescopis, on el disseny va néixer originalment i segueix evolucionant. També existeixen fabricants comercials de telescopis que venen equips basats en el disseny de Dobson. El nom "Dobson" s'usa actualment per designar a un gran nombre de reflectors newtonians de gran obertura que utilitzen algunes de les característiques de disseny bàsic de Dobson, sense importar els materials amb quals són construïts.

## Origen i disseny
És difícil classificar al telescopi Dobson com una invenció individual. La majoria de totes les característiques incorporades en aquest disseny ja havien estat utilitzades anteriorment en el camp de fabricació amateur de telescopis. John Dobson, que va rebre el crèdit per l'invent en els anys 50, assenyala que "durant centenars d'anys es van lluitar guerres usant canons en muntures 'Dobson'". Dobson va assenyalar les característiques principals del disseny com a miralls primaris fets d'Ull de bou, i muntures construïdes de contraxapat, tires de tefló i altres materials de baix cost. Atès que va construir telescopis d'aquest tipus amb la finalitat d'ajudar en la seva vocació de l'astronomia de carrer, ell preferia anomenar al disseny com a "telescopi de carrer". Es creu que John Dobson simplement va combinar totes aquestes innovacions en un disseny enfocat cap a un objectiu únic: construir un telescopi gran, de baix cost, fàcil de fabricar, simple d'usar i portatil fet únicament per a l'observació visual d'objectes astronòmics com una forma de portar l'astronomia a les masses.

### Innovacions en el disseny de Dobson
El disseny de Dobson permet que un constructor amb habilitats mínimes pot fabricar un telescopi molt gran a partir de productes comuns. Dobson va optimitzar el disseny per a l'observació visual d'objectes tènues com a Cúmuls estel·lars, nebuloses, i galàxies (comunament anomenats Objecte de l'espai profund). Aquests objectes requereixen un mirall primari de gran diàmetre per rebre una gran quantitat de llum. Atès que aquesta observació del "espai profund" requereix sovint mobilització a una localització fosca, lliure de la contaminació lumínica habitual als centres urbans, el disseny ajuda a ser compacte, portàtil i més robust que els telescopis Newtonians grans. Els telescopis de John Dobson combinen nombroses innovacions per complir amb aquests requeriments, que consten de:
- Miralls prims: en lloc dels cars discos de Pyrex dels quals es fabriquen miralls amb un gruix estàndard d'1:6 per evitar que es deformin pel seu propi pes, Dobson va usar miralls fets de sobres d'ulls de bou de vaixells amb un gruix de tan sols 1:16. Atès que aquest disseny de telescopi té una simple muntura altazimutal, el mirall només necessita una cèl·lula de suport muntada en una catifa resistent que serveix per distribuir de forma parella el pes d'un mirall prim.

- Tubs de construcció: Dobson va reemplaçar els tubs de telescopi tradicional d'alumini o fibra de vidre amb tubs de cartró comunament utilitzats en la indústria de la construcció per formar columnes. Sonotubes, la marca capdavantera utilitzada per Dobson, era menys cara que els tubs per a telescopis comercialment disponibles en grandàries comparativament grans. Els telescopis Dobson estan pensats per ser transportats a ubicacions remotes, i es creu que els Sonotubes són més robusts que l'alumini o la fibra de vidre, de poder danyar-se o fallir-se en cas d'impacte. Els Sonotubes tenen l'avantatge addicional de ser tèrmicament estables i aïllants elèctrics, la qual cosa minimitza els indesitjats corrents de convecció al llarg del feix de llum causades pel maneig del tub.[8]

- Caixa del mirall quadrada: Dobson va usar una caixa de contraxapat per allotjar la base del tub i el mirall. Això va permetre usar una superfície plana i rígida per fixar la catifa de suport per al mirall d'ull de bou que estava utilitzant, i va facilitar la fixació dels burges d'altitud.

- Una simple muntura altazimutal: Dobson va triar construir i usar una simple muntura altazimutal. Va utilitzar un disseny en l'estil dels canons d'artilleria, que consisteix en una plataforma plana sobre la qual gira una caixa ('caixa giratòria') amb talls semi circulars en les vores superiors per als rodaments d'altitud. Totes les parts van ser fabricades en contraxapat i altres materials comuns. Per a l'acció de gir lateral (azimutal) Dobson va usar una combinació de blocs de tefló que giraven sobre una superfície recoberta de formica. Per al control d'altitud (a dalt i a baix), Dobson va usar una connexió sanitària de gran diàmetre (les utilitzades per fixar els excusats al pis) que girava sobre blocs de rodaments de tefló. Aquestes connexions es muntaven sobre els talls semi circulars de la 'caixa giratòria'. L'ús de tefló en totes les superfícies de les peces mòbils i la connexió sanitària de gran diàmetre va crear un moviment suau amb una quantitat moderada de fricció, d'aquesta forma no va ser necessari dissenyar un mecanisme de bloqueig per prevenir els moviment no intencional del telescopi.

El disseny del telescopi Dobson ha evolucionat al llarg dels anys (veure Dissenys derivats), però tant els telescopis Dobson construïts per amateurs com la majoria dels Dobson comercials segueixen la major part dels conceptes de disseny comentats més amunt.

## Usos

### Avantatges
- Diàmetre de l'objectiu maximitzat

- Baixa relació entre grandària de l'objectiu i massa: l'estructura del disseny Dobson mesura en volum i pes és relativament mínima comparada amb la d'altres dissenys de telescopis per a qualsevol diàmetre. Aquesta relació assegura que per cada centímetre de diàmetre d'objectiu, un Dobson pesa menys i ocupa menys espai que altres tipus de telescopis.

- Baixa relació entre grandària de l'objectiu i cost: des del punt de vista del cost, en general un usuari aconsegueix major diàmetre d'objectiu per unitat de cost amb un Dobson

- Simplicitat i portabilitat: transportar, preparar i operar un telescopi Dobson és més simple que molts altres dissenys. El sistema de muntura és compacte. Preparar un Dobson de tub rígid implica solament col·locar la muntura en el pis i muntar el tub sobre ella. La muntura altazimutal és fàcil d'apuntar. El pes del Dobson està distribuït sobre grans superfícies de rodaments de manera que el telescopi pugui moure's suaument sota la pressió d'un dit oferint amb un joc mínim.

- Bon telescopi per a observació del "espai profund": el disseny Dobson d'objectiu de gran diàmetre combinat amb portabilitat fan del Dobson el disseny ideal per observar objectes tènues i llunyans, una activitat que requereix objectius grans i mobilitzar-se a locaciones de cel fosc. Ja que aquests objectes són relativament grans han d'observar-se amb baixa magnificació, i per això no requereixen una muntura motoritzada.

### Limitacions
- Muntura no equatorial: atès que el telescopi Dobson està optimitzat per ser portable, de baix cost i està dissenyat per a observació visual, les més costoses i pesades muntures equatorials motoritzades van ser intencionalment excloses del disseny original. En canvi, amb una muntura altazimutal, l'usuari ha de moure el telescopi regularment en tots dos eixos per compensar la rotació de la terra si desitja mantenir un objecte en el camp de visió. La muntura altazimutal tampoc permet l'ús dels convencionals fixadors de cercles per facilitar la localització d'objectes coneguts utilitzant coordenades.[9]

- Forat zenital: les muntures altazimutals ofereixen molta dificultat per apuntar a objectes prop del cenit, principalment a causa que és necessari un gran moviment de l'eix azimutal per moure el telescopi fins i tot en petits increments. Millores en els materials de rodament azimutal i dissenys optimitzats poden minimitzar el problema, però no poden eliminar-ho. Els telescopis en muntures equatorials sofreixen de problemes similars quan observen objectes propers als pols celestials.

- Problemes d'equilibri: atès que el tub del telescopi està usualment fixat a la base solament mitjançant els bujes d'altitud, l'agregat o la subtracció d'equip i accessoris tals com a càmeres, cercadors o inclusivament oculars particularment pesats poden desequilibrar la muntura del telescopi. L'única solució simple és agregar contrapesos o modificacions similars, encara que la majoria dels telescopis Dobson tenen muntures la fricció de les quals pot suportar una falta de balanç moderada.

## Dissenys derivats

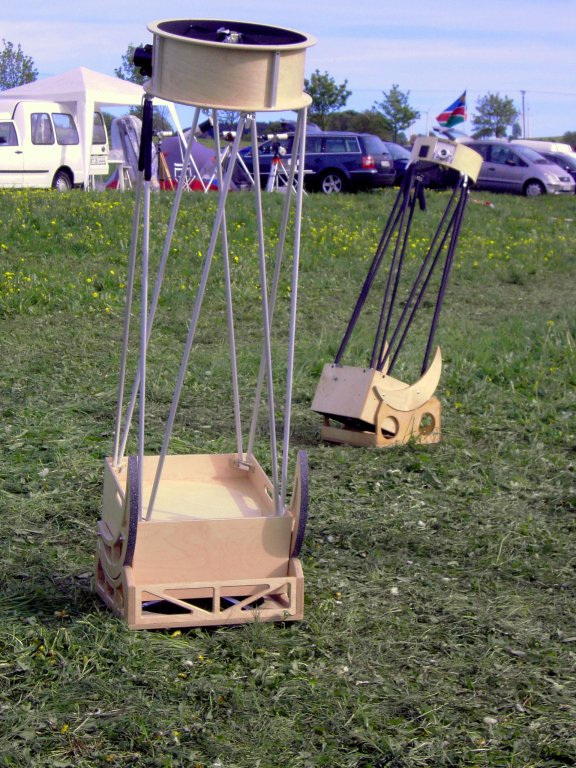
Dos Dobson que combinen un tub tipus gelosia, "caixa giratòria" compacta, rodaments d'altitud grans i un disseny retràctil.

Des de la seva creació els fabricants de telescopis han estat modificant el disseny Dobson per atendre a les seves necessitats. El disseny original cobria les necessitats i la disponibilitat de materials d'una persona-John Dobson. Altres persones van desenvolupar variants que cobria les seves pròpies necessitats, habilitats i disponibilitat de parts. Això ha portat al fet que existeixin nombrosos tipus de dissenys Dobson.

### Tubs plegables
Els telescopis Dobson "Clàssics" de major grandària requerien un vehicle gran per a ser transportats. Els dissenyadors van començar a desenvolupar variants desmuntables o plegables que poguessin ser portades a diferents llocs en un automòbil o un vehicle esportiu utilitari. Aquesta innovació va permetre que la comunitat d'astronomia amateur accedís a obertures fins i tot majors.

#### Tubs de gelosia
Molts dissenys van combinar els avantatges d'un tub de gelosia i un disseny plegable. El telescopi Dobson plegable de "gelosia" va aparèixer en la comunitat de fabricants amateurs de telescopis a principis dels anys 80 i va permetre que el tub òptic, el component més gran del telescopi, es desarmés. Com el nom implica, el "tub" d'aquest disseny està en realitat compost d'un "cilindre superior", que conté el mirall secundari i l'ocular, tot sostingut mitjançant diverses barres rígides, normalment huecas sobre la "caixa del mirall", que conté el mirall primari. Les barres es mantenen en el seu lloc mitjançant un mecanisme de muntatge ràpid que permet que el telescopi sigui desarmat ràpidament en parts més petites de manera que pugui ser transportat en un vehicle o un altre mitjà al lloc d'observació.

### Modificacions a la muntura altazimutal (caixa giratòria)
L'ús de la muntura altazimutal en el Dobson ha portat a l'erronea concepció d'anomenar "Muntura Dobson" a qualsevol muntura altazimutal. L'atribut principal de la muntura d'un Dobson és la configuració d'un canó. Molts dissenys de muntura derivades han mantingut aquesta forma modificant significativament els materials i la configuració.

#### Muntures amb -caixa giratòria- compacta
Molts dissenys han incrementat encara més la portabilitat del telescopi en reduir la grandària de la muntura altazimutal al punt d'una petita plataforma giratòria. El control d'altitud d'aquests dissenys és un radi de la mateixa grandària o fins i tot més gran que el radi del mirall primari, fixat o integrat al tub o gelosia, la qual cosa redueix més encara el perfil de la muntura. L'avantatge d'est és que el pes total del telescopi es redueix, i l'equilibro del telescopi és menys sensible als canvis en la càrrega del tub, des de l'ús d'oculars més pesats fins a l'ús de càmeres fotogràfiques.

#### Superar les limitacions de la muntura altazimutal
Des dels anys 1990 nombroses innovacions en disseny de muntures i electrònica per part de fabricants amateur de telescopis i fabricants comercials han permès els usuaris superar algunes de les limitacions del disseny de la muntura altazimutal.
- Fixadors de cercles digitals: la invenció de fixadors de cercles que utilitzen un microprocessador ha permès que s'equipi qualsevol telescopi amb muntura altazimutal amb la possibilitat de mostrar les coordenades a les quals està apuntant de forma precisa.

- Plataforma Poncet: l'ús d'una Platforma Poncet (una muntura equatorial de perfil baix que consisteix en una plataforma plana amb un punt de rotació polar) sota la muntura altazimutal ofereix als usuaris el seguiment equatorial necessari per a observació ininterrompuda i fins i tot una limitada capacitat d'astrofotografia.

## Adaptacions comercials

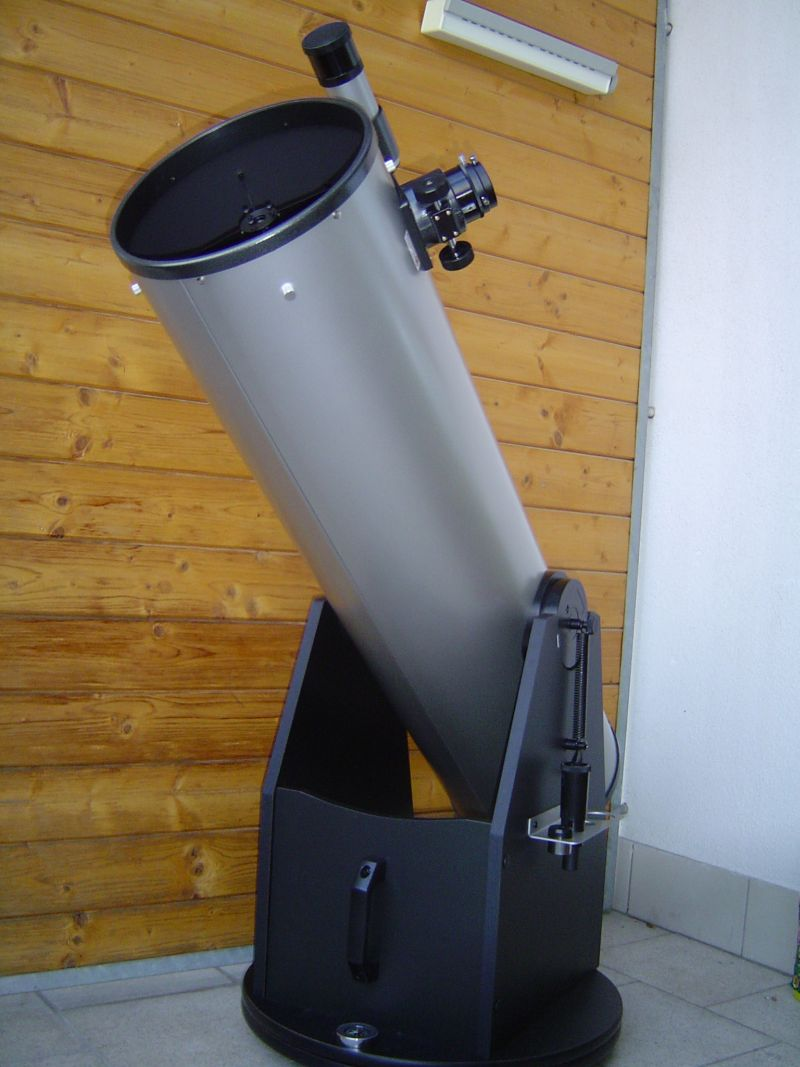
Un telescopi Dobson comercialment fabricat de 10 polzades

L'objectiu del disseny Dobson quan va ser originalment creat en els anys 1960 va ser el de proveir instruments extremadament simples, duradors i de gran obertura a un preu molt accessible.
Aquests mateixos atributs van facilitar la seva producció massiva. Una de les primeres companyies a oferir un Dobson comercialment va ser Coulter Optical (avui parteix de Murnaghan Instruments). Ells van ajudar a popularitzar el disseny mitjançant els models de 8 polzades fins a 17.5 polzades d'obertura entre els anys 80 i els 90. Meade Instruments i altres fabricants van començar a introduir les seves variacions d'aquest disseny a la fi dels anys 90. A pesar que els fabricants van començar a comercialitzar els seus productes amb tubs metàl·lics i accessoris més sofisticats, aquests telescopis segueixen sent molt accessibles A la fi de l'any 2010 els models de 8 polzades d'obertura es comercialitzen per menys de 400 dòlars als Estats Units, els Dobson de 10 polzades a aproximadament $500, i els de 12" per menys de $700. Els models de tub en gelosia de 16 polzades es venen per menys de $2000.
Des de la fi dels 1990, els Dobson en gelosia han guanyat en popularitat entre els fabricants. En 1989, el primer Dobson amb tub en gelosia fabricat comercialment sota la marca Obsession Telescopes va ser llançat. Molts fabricants van començar llavors a diferenciar-se anant en adreça oposada a l'objectiu original de John Dobson en servir al segment superior del mercat d'observadors més experimentats. Aquests telescopis estan disponibles amb miralls de grossor normal i utilitzen materials d'alta qualitat com el contraplacat de bedoll bàltic i accessoris d'alumini. Aquests dissenys també incorporen la muntura de "caixa giratòria" esmentada anteriorment.
Des de principis dels anys 2000 aquests Dobson de tub en gelosia es van convertir en els telescopis comercialment disponibles de més obertura, amb tres fabricants oferint models en el rang de 24 a 30 polzades (610mm fins a 760mm). Els models de tub sòlid solament són fabricats fins a obertures de 18 polzades (460mm) a causa de la grandària i pes del tub. Al novembre de l'any 2010 Orion Telescopes & Binoculars ofereix el Dobson amb tub en gelosia més gran del mercat, amb una obertura de 50 polzades. Ja que l'ús d'aquests telescopis requereix múltiples operaris i l'usuari ha de pujar-se a una escala per poder observar a través de l'ocular, el seu mercat objectiu és limitat. Els telescopis amb una obertura de 8 polzades fins a 12 polzades semblen ser els més populars, ja que ofereixen una gran capacitat de recol·lecció de llum però poden ser moguts i operats per una sola persona.

## L'efecte del telescopi Dobson en l'astronomia amateur
La simplicitat inherent i la gran obertura d'aquest disseny van començar a atreure l'interès públic a partir dels anys 70, ja que ofereix l'avantatge d'un instrument gran que pot ser portat a una localització remota i fins i tot a una festa d'estels (una reunió d'astrònoms amateurs) en el maleter d'un automòbil i pot preparar-se en qüestió de minuts. El resultat ha estat la proliferació de grans telescopis que en cas contrari haurien estat molt més cars de construir o comprar i molt difícils d'operar d'haver utilitzat mètodes de construcció "tradicional". Mentre que un telescopi Newtonianiano de 8 polzades hauria estat considerat "gran" fa 30 anys, avui un sistema de 16 polzades és comuna, i els telescopis gegants de 32 polzades no són tan exòtics.
En combinació amb altres millores tals com els filtres de banda estreta o els oculars de millor qualitat, les grans obertures que ofereixen els Dobson han incrementat dramàticament la profunditat a la qual un astrònom amateur pot observar l'univers. Mentre que l'astrònom amateur dels anys 1970 i 1980 típicament no explorava més enllà dels objectes Messier i els objectes més brillants del Nou Catàleg General, a l'astrònom amateur d'avui dia pot observar rutinàriament objectes del Catàleg Índex, del Catàleg Abell, del Catàleg Minkowski i altres catàlegs d'objectes del cel profund alguna vegada considerats com del domini exclusiu d'astrònoms professionals, gràcies en part al disseny del telescopi Dobson.